# International Thymic Malignancy Interest Group
L'International Thymic Malignancy Interest Group — qui peut être traduit par « Groupe d'intérêt international des néoplasies thymiques » — plus couramment désigné par son sigle ITMIG, est un collectif international de recherche créé en 2010 et consacré à l'étude des thymomes. Son but est de coordonner la recherche et d'établir des référentiels diagnostiques et thérapeutiques.